# Gare de Boutlélis
La gare de Boutlélis est une gare ferroviaire algérienne située sur le territoire de la commune de Boutlélis, dans la wilaya d'Oran.

## Situation ferroviaire
La gare se situe sur la ligne d'Es Senia à Béni Saf où elle précédée de la gare de Misserghin est suivie de celle d'El Amria.

## Service des voyageurs

### Dessertes
La gare de Boutlélis est desservie par les trains régionaux de la liaison Oran - Béni Saf.